# زنبور زرد
زنبور زردجامه، زنبور زرد یا زنبور جلیقه‌زرد (به انگلیسی: Yellowjacket) نام عمومی برای زنبورهای از آمریکای شمالی است که بی‌عسل و شکارچی است. زنبور زرد از سرده وسپولا است. بیشتر این زنبورها ترکیب رنگ زرد و سیاه دارند، برخی شکم قرمز و زرد دارند و برخی نیز ترکیب رنگ سفید و سیاه دارند. همهٔ زنبورهای زرد ماده می‌توانند نیش بزنند. این زنبورها شکارچیان مهمی برای دیگر حشرات مزاحم هستند.